# كريس ويتز
كريس ويتز (بالإنجليزية: Chris Weitz)‏ هو رائد أعمال وكاتب سيناريو ومنتج أفلام ومخرج وممثل أمريكي، ولد في 30 نوفمبر 1969 بنيويورك في الولايات المتحدة.

## أعمال

### أفلام
- (1998) النملة زد[7][8]
- (1999) الفطيرة الأمريكية[9][10][11]
- (2001) الفطيرة الأمريكية 2[12][13][14]
- (2003) زواج أمريكي[15][16][17]
- (2005) السيد والسيدة سميث[18]
- (2007) البوصلة الذهبية[19]
- (2009) رجل وحيد[20]
- (2009)  قمر جديد[21][22]
- (2011) حياة أفضل
- (2012) لم الشمل الأمريكي[23][24][25]
- (2015) سندريلا[26][27]
- (2016)  قصة من حرب النجوم[28]
- (2017) الجبل بيننا[29]
- (2018) العملية الأخيرة[30]

## ترشيحات
- جائزة الأوسكار لأفضل كتابة

## وصلات خارجية
- كريس ويتز على موقع IMDb (الإنجليزية)
- كريس ويتز على موقع روتن توميتوز (الإنجليزية)
- كريس ويتز على موقع ألو سيني (الفرنسية)
- كريس ويتز على موقع أول موفي (الإنجليزية)
- كريس ويتز على موقع بوكس أوفيس موجو (الإنجليزية)
- كريس ويتز على موقع قاعدة بيانات الأفلام السويدية (السويدية)
- كريس ويتز على موقع قاعدة بيانات الفيلم (الإنجليزية)
- كريس ويتز على موقع كينوبويسك (الروسية)